# 西庇阿家族
西庇阿家族（拉丁語：Scipiones，单数形式：Scipio）是羅馬共和國的一個家族，屬於科爾內利烏斯氏族的一個分支，大西庇阿、小西庇阿皆出自於此家族。
在200年的时间里，西庇阿家族产生了30位执政官。大西庇阿的父亲、叔叔和岳父均在其中，他的妻子是爱米利，她是爱米利乌斯·保路斯的女儿。大西庇阿的另一个女儿科尔内利亚，嫁给了普布里乌斯·科尼利乌斯·西庇阿·纳西卡·科库伦（CORCULUM），他是大西庇阿的堂兄普布里乌斯·科尔内利乌斯·西庇阿·纳西卡的儿子，被元老院称为“罗马最优秀的男人”。大西庇阿的另一个女儿科尔内利亚·阿非利加娜嫁给了老提比利乌斯·塞普罗尼乌斯·格拉古，格拉古在公元前190年伴随他在亚洲征战。科尔内利亚·阿非利加娜的两个儿子，就是罗马政治改革家格拉古兄弟。

## 知名人物
- 卢基乌斯·科尔内利乌斯·西庇阿，“大胡子”，前298年的执政官
- 格奈乌斯·科尔内利乌斯·西庇阿，“驴”，前260年的执政官
- 卢基乌斯·科尔内利乌斯·西庇阿，前259年的执政官
- 普布利乌斯·科尔内利乌斯·西庇阿，前218年的执政官
- 大西庇阿
- 卢基乌斯·科尔内利乌斯·西庇阿，“征服亚洲的”，前190年的执政官
- 小西庇阿
- 普布利乌斯·科尔内利乌斯·西庇阿·纳西卡·塞拉皮奥，前138年的执政官，杀害提比略·格拉古的人